# 法隆寺
法隆寺，又称斑鸠寺，位于日本奈良縣生驹郡斑鸠町，是圣德太子于飞鸟时代建造的佛教木结构寺院，据传始建于607年，但精確年代无从考证。法隆寺占地面积约18万7千平方米，寺内保存有大量自飛鳥時代以来陸續累積，被日本政府指定为国宝、重要文化財产的建筑及文物珍宝。
法隆寺分为东西兩院，西院保存了金堂、五重塔；东院建有夢殿等，西院伽藍是全世界現存最古的木构建筑群。法隆寺建築物群和法起寺共同在1993年以「法隆寺地域的佛教建築物」之名义列为世界遗产。1950年時法隆寺从法相宗独立，现在是聖德宗的本山。

## 历史
推古天皇9年（601年，當仁壽元年），圣德太子在斑鳩地区建立斑鳩宮，在其附近建立了法隆寺。金堂「東間」内安置的銅造药师如来坐像（国宝）的光背銘记有如下的记述：“用明天皇为祈祷自己病愈而起誓建立伽藍，但是用明天皇不久之后去世，继承其遺志的推古天皇和圣德太子在推古天皇15年（607年，當大業三年）完成了佛像和寺院的建立”。但是，正史《日本書紀》上虽然载有其后的670年火灾的纪录，关于法隆寺創建没有任何的记述。另外相传是百济工匠把来自中国的佛塔和木结构传到日本，并修建了法隆寺。
关于前文中的金堂药师如来像，在昭和8年（1933年），福山敏男提出以下疑點：
1. 佛像的樣式及鑄造技法上推测实际的制作年代应该是7世紀後半叶
2. 607年時，日本是否存在药师如来信仰？
3. 銘文中的用語不似當時

由此推断，雕像并非铭文所记為607年铸造。另外，金堂中央安置着记有“623年止利为圣德太子求冥福所造”等内容的光背銘的释迦三尊像，比这更为古老的药师如来像（如果它确实是在607年被铸造的话）却没有被安置为主佛，而是在‘東間’被设为侧侍佛，也是不合常理之處。
虽然存在诸多不明之处，但是法隆寺的創建时代，可追溯到7世紀前半叶圣德太子在世時这一点，通过发掘调查等已经得到了肯定。皇極天皇2年（643年，當貞觀十七年），蘇我入鹿袭击山背大兄王之際斑鳩宮被焚，法隆寺却幸免無事。
日本書紀卷27载：「夏四月癸卯朔壬申 夜半之後 灾法隆寺 一屋無餘 大雨雷震」〔天智9年670年（當總章三年）法隆寺被彻底焚毁没有一间房间存留〕。关于此记事的真偽，有人以為，現存法隆寺西院伽藍仍是圣德太子創建時的原物；另有观点认为，670年火灾後，法隆寺进行了重建。这兩种观点针锋相对引发了“再建／非再建爭論”。另外，通过发掘調査以及建築用材的采伐年代的科学調査推断，現存法隆寺西院伽藍是670年火灾后重建。
但是，皇極天皇2年（643年）上宮王家（圣德太子家）滅亡後，由誰主持的西院伽藍再建等众多谜团仍未解开。火灾前的旧伽藍即「若草伽藍」并非位于現存西院伽藍位置，而是在隔得很远的东南方向。另外，現存西院伽藍几乎是照南北方向中軸線建立。与此相对，旧伽藍的中軸線是朝西北方向大幅度傾斜的。再者，現存西院伽藍的土地是挖山脊将兩侧山谷填埋平整而成，为何动用大規模土木工事将伽藍位置方位进行变更，仍不得而知。
再建時期虽然没有明確的記録，从現存西院伽藍的建築，細部的様式等来看，金堂年代最为久远，推测为7世紀末，持統天皇时期建立。五重塔年代稍后，中門、回廊的建立又在其后。据《法隆寺伽藍緣起并流記資財帳》記载，中門的仁王像和五重塔初層安置的塑造雕刻群是和銅4年（711年，當景雲二年）所制作，据推测，这一时期西院伽藍全体已经完成。另外，平安時代的《七大寺年表》上也记载了和銅年間法隆寺建成。
以八角堂的夢殿为中心的東院伽藍，是天平10年（738年，當開元二十六年）行信僧都为怀念追忆斑鳩宮旧地的圣德太子而建。
延長3年（925年，後唐同光三年）西院伽藍的大講堂、鐘楼烧毁，永享7年（1435年，當宣德十年）南大門烧毁，虽然几度遭遇这样的火灾，但幸运的是未曾有过烧尽全山的大火灾，建築、佛像等各時代的众多文化財产得以保存至今。
慶長年間（17世紀初）的丰臣秀赖，元禄至宝永年間（17世紀末—18世紀初頭）江戶幕府的5代将軍德川綱吉的生母桂昌院等人对伽藍进行了修建。
近代以后，受到“废佛毁释”的影響，寺院的維持变得困難，1878年（明治11年）管长千早定朝决定将圣德太子画像（唐本御影）等300余件宝物献納当時的皇室，获得了一万元的賜与。这些宝物被称为「法隆寺献納宝物」，其中大部分被东京国立博物馆的法隆寺宝物館保管。
1934年（昭和9年）开始了「昭和大修理」对金堂、五重塔等諸堂宇进行了修理。「昭和大修理」长达半个世纪，即使在第2次世界大战中也未停止，1985年（昭和60年）举行了完成記念法事。此間，1949年（昭和24年）落架（修理解体）工作中金堂发生火灾，金堂初層内部柱子和壁画被烧毁。依此为契机制定了「文化財保護法」。
1981年（昭和56年）通过‘昭和資財帳調査’，对寺内龐大的文化財产进行了再調査，有诸多新的发现。調査的成果由小学館发行。

## 建筑
法隆寺占地面积约十九公顷，分东西兩院，东路有梦殿等建筑；西院伽蓝有金堂，五重塔，山门，回廊等木造结构建筑。法隆寺的一个特点是云拱。法隆寺被称为飞鸟样式的代表。

### 西院伽藍

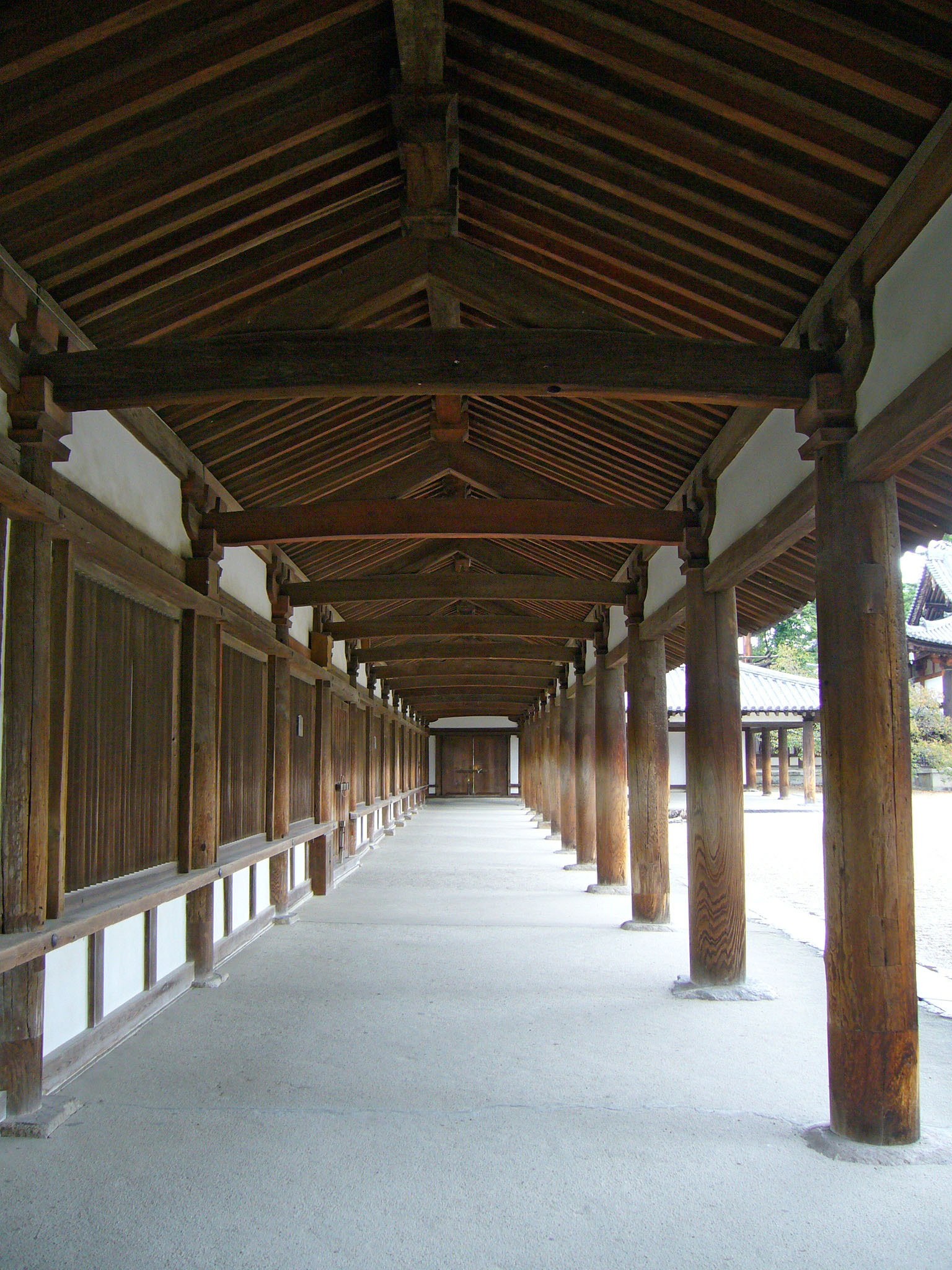
西院伽藍回廊

西院位于从南大門进入后正面稍微高出一段的地方。进入伽藍右为金堂、左为五重塔，外围「凸」字形回廊。回廊正南面开中門、中門左右延伸出的回廊与北側大講堂左右相接。回廊途中「凸」字型的肩部東有鐘楼、西有经藏。以上伽藍称为西院伽藍。金堂、五重塔、中門、回廊非圣德太子在世時原物而是7世紀後半叶再建，但卻是世界現存最古老的木造建造物群。
中門（国宝）重檐歇山顶（日语称做入母屋造）門。日本寺院門的正面的柱间多为奇数（3間、5間、7間等），此門正面柱間为4間，在正中立柱十分特異。南北朝時，中國亦流行偶數開間的建築，如洛陽、建康太極殿均闢十二間，可以相參。門内左右安置塑造金剛力士立像。作为日本最早（8世紀初）的仁王像十分貴重，但是由于安置場所受風雨侵蚀、难于修补，吽形像身体部已经用木造的替代。（參見哼哈二將）此門現在不用作出入口，参观者由回廊西南隅进入。
金堂（国宝）重檐歇山顶佛堂。上層没有设房间，将屋顶设为二重是为了外观的气派。金堂的斗拱称为雲斗、雲肘木，是多用曲線的独特款式。此外，二层的卍字形高欄（扶手）、将其支撑起来的「人」字形束也很独特。这些特色是仅能在法隆寺金堂、五重塔、中門；法起寺三重塔、法輪寺三重塔等处才能見到的様式，是日本7世紀建築的特色。
支撑第二重的屋檐的四方的雕刻有龍的柱子，這是为了强化建筑构造在在鎌倉時代的修理时附加的。金堂的壁画是日本佛教繪画的代表作，在国際上也十分著名，1949年、壁画模写作業中发生火灾，第一層内壁和柱子烧损。被烧焦的旧壁画（重文）和柱子現在仍保存在寺内大宝藏殿北方的收藏庫内，不对外公開。另外、因为是落架（解体修理）時發生的火灾，第一层層外側和第二层的全部以及堂内諸佛像完好无损。以此次火灾为戒，制定了文化財产保護法、发生火灾的1月26日成为了日本的文化財产保護日。
堂内分中間、東間、西間（其间并没有用墙壁等隔开）、各自供奉着释迦如来、药师如来、阿弥陀如来。金堂安置有不少日本佛教美術史上著名的造像，但是堂内光线暗淡，不容易鑑賞。

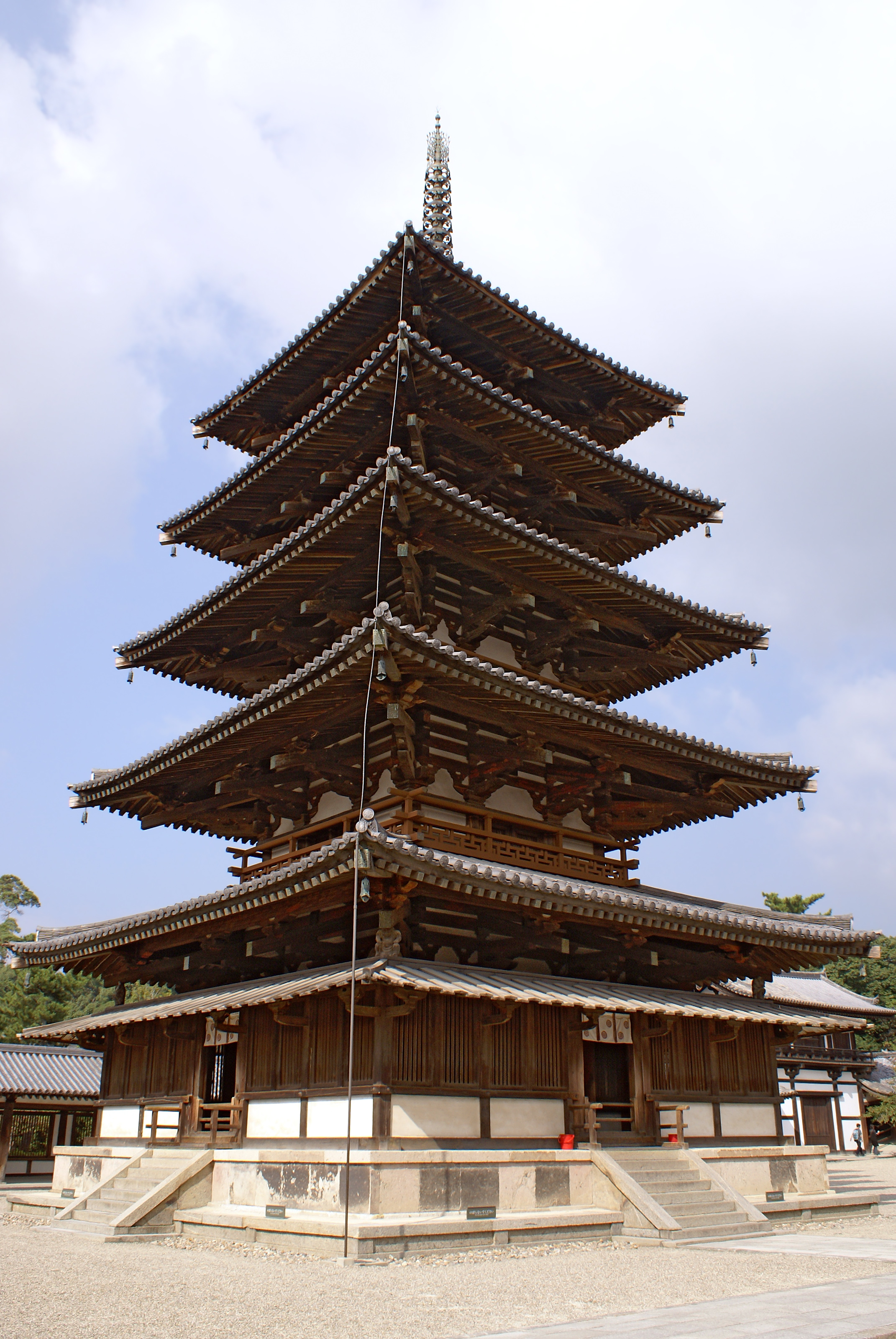
五重塔

五重塔（国宝）法隆寺中的五重塔类似楼阁式塔，但塔内没有楼板，平面呈方形，塔高31.5米，塔刹约占1/3高，上有九个相轮。是日本最古老的塔。属于中国南北朝时代的建筑风格。塔的特色是底层到顶层的房檐的递减率高，第五重顶层房檐的一边只有底层房檐的約一半左右。第一层内部東西南北四面各自安置着称作“塔本四面具”（国宝）的塑造群像，其中80尊塑像为国宝。東面是「維摩经」中文殊菩薩与維摩居士問答的場面、北面是释迦涅槃、西面是分舍利即印度諸国王分配释迦遺骨的場面、南面是弥勒之净土。北面为释迦圆寂而悲伤的佛家弟子像尤为出名。塔内部严禁进入而且光线不足、塑像的鑑賞十分困難。五重塔内部也有壁画但剥落严重，現在别处保管为重要文物。
回廊（国宝）-与金堂为同時期建立。既是走廊又是区分圣境与外界的墙围。但是靠近大講堂附近湾折部分以北是平安時代所建。当初的回廊在大講堂前閉合，大講堂在回廊以外。

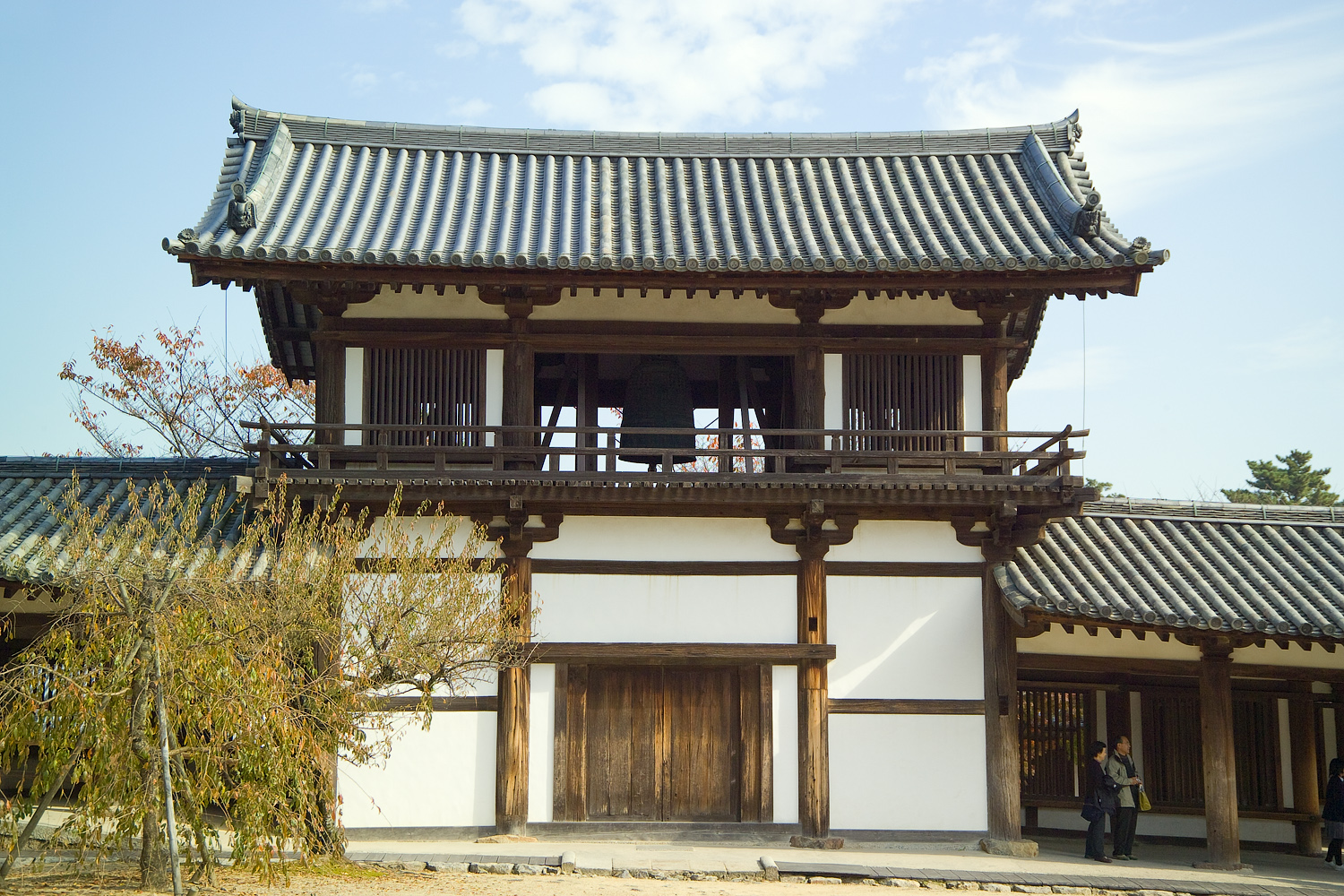
钟楼

经藏（国宝）-奈良時代建築。兩层，安置观勒僧正坐像（重要文物）内部非公開。
鐘楼（国宝）-建于经藏对称位置上平安時代建立。
大講堂（国宝）-平安時代建立。安置药師三尊像（平安時代、国宝）和四天王像（重要文物）。

### 東院伽藍
東院伽藍在圣德太子一族住居过的斑鳩宮遗迹上建立。以八角圆堂夢殿为中心四周环绕回廊，回廊南面为礼堂、北面为繪殿及舍利殿、繪殿及舍利殿北接传法堂。

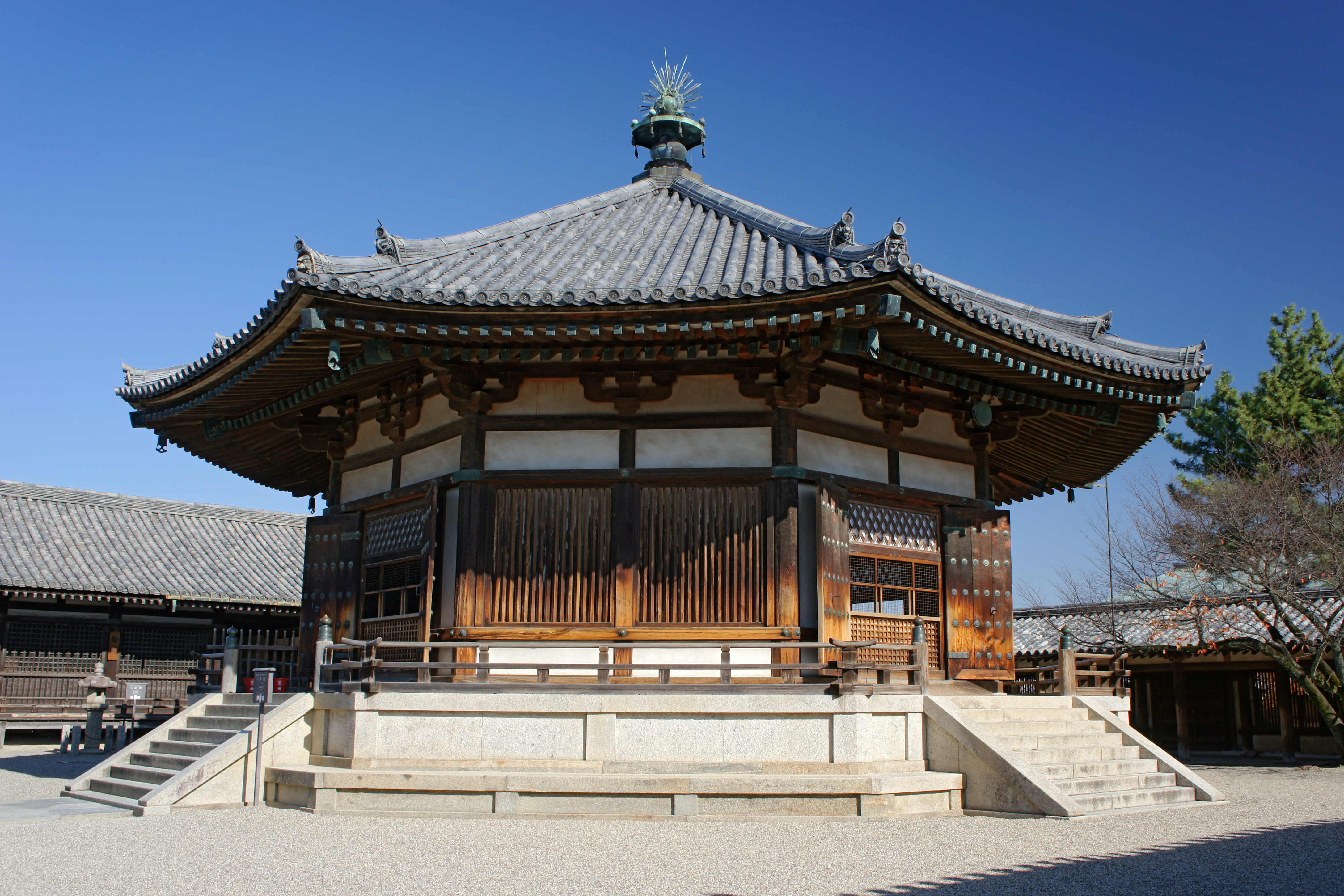
夢殿

夢殿（国宝）天平時代建立。堂内安置圣德太子等身像的救世观音像。
- 观音菩薩立像（救世观音）（国宝）飛鳥時代木造像。安置于夢殿中央廚子内。曾長期被用白布包裹成为秘佛，明治初期冈仓天心等人首先将白布取下发现佛像，天心等人的发现过程有部分被神化，具体真相不明。現在春秋一定期間開放，平时依旧是秘佛。被认为是原有的金箔保存状态良好。
- 行信僧都坐像（国宝）天平時代的乾漆像。行信是为東院的建立做出巨大贡献的人物。坐像特色是極端的吊目和怪異容貌。
- 道詮律師坐像（国宝）平安初期作。这一時代佛像多为木雕，本像是极为珍贵的塑造。道詮是为荒废的東院復興做出了巨大贡献的人物。
- 聖观音立像（重要文物）-设于救世观音的背後。

繪殿及舎利殿（重要文物）鎌倉時代建立。

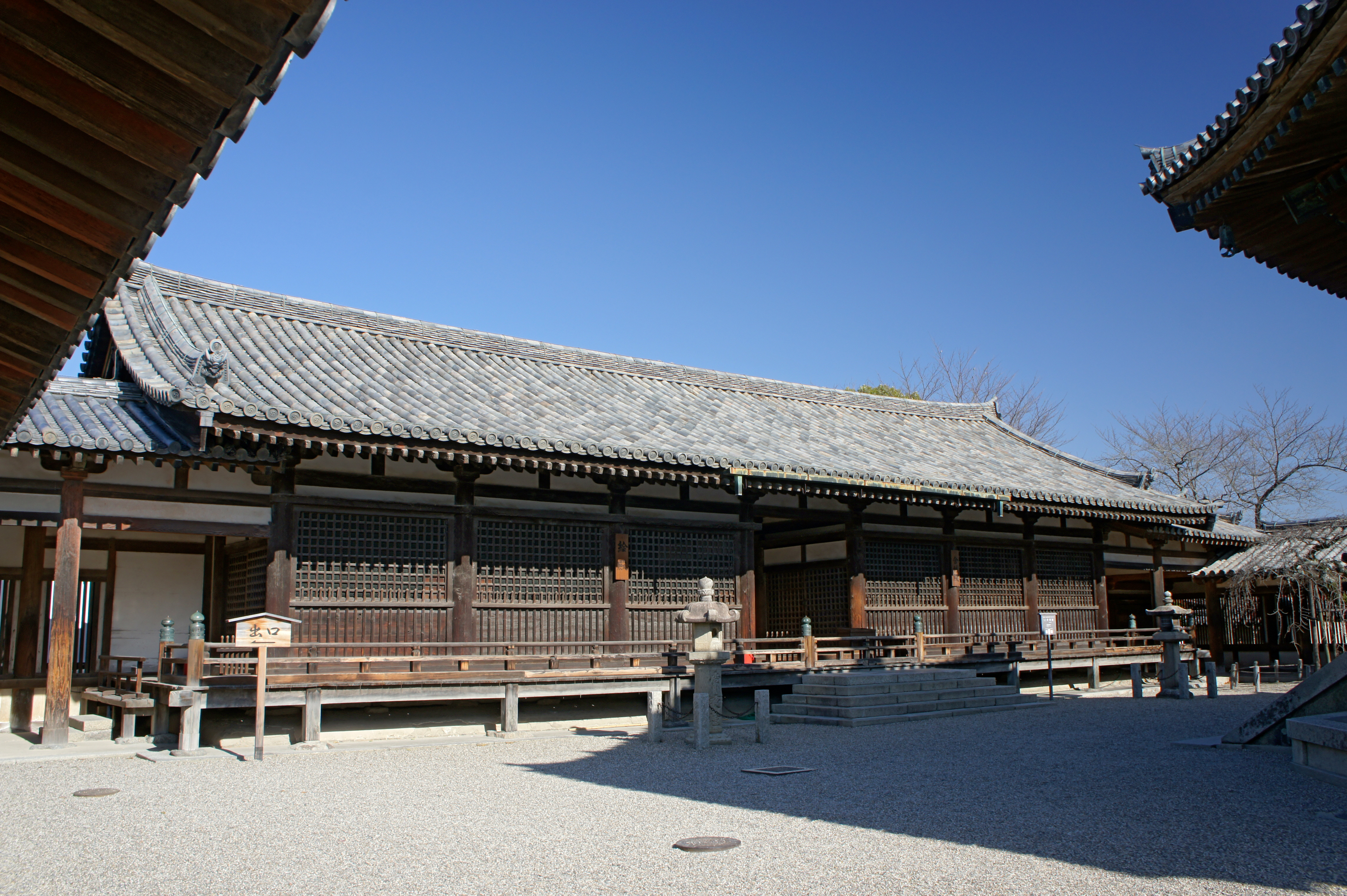
绘殿、舍利殿

传法堂（国宝）曾在寺院間傳言為橘夫人（県犬养橘三千代，藤原不比等的夫人、光明皇后的生母），但是現在认为聖武天皇夫人・橘古奈可智一説比较可信）的住所改造的佛堂，是貴重的奈良時代住宅遗产。安置有众多佛像，但通常不公開。内部分中間、東間、西間各自供奉乾漆造阿弥陀三尊像（奈良時代、重要文物）。此外安置有梵天、帝释天立像、四天王立像、药师如来坐像、释迦如来坐像、弥勒佛坐像、阿弥陀如来坐像，均为平安時代木造、重要文物。
東院还有南門（鎌倉時代、重要文物）、四脚門（鎌倉時代、重要文物）、鐘楼（鎌倉時代、国宝）。

### 大宝藏院
大宝藏院公開着百济观音像等寺内珍宝。
- 观音菩薩立像（百济观音）（国宝）飛鳥時代木造佛像。本来安置于金堂内陣裏側，佛像展现着特異的纤细九頭身容姿。和辻哲郎的『古寺巡礼』等众多文艺作品中饱受赞美的著名佛像，但是其由来及造像的过程不明。「百济观音」的通称来自近代以后，明治初期前寺内称之为「虚空藏菩薩像」。
- 观音菩薩立像（九面观音）（国宝）从唐传来的佛像。佛像用香木不施彩色，称作檀像。身上装饰细致細，游离于身体部的耳飾以及天衣等都是完全一木雕成，是极具工艺水准的造像。
- 观音菩薩立像（梦违观音）（国宝）奈良時代、銅造佛像。本为東院繪殿本尊。传说能将悪夢转为好夢而得名。
- 地藏菩薩立像（国宝）平安時代、木造。本来安置于樱井市裡大神神社的神宮寺大御輪寺，明治「神佛分離」時将之移動到法隆寺。大宝藏院建成前安置在金堂内背面。
- 六观音像（重文）奈良時代、木造。通称六观音像、重要文化財产的指定名称为「观音・势至菩萨」、「日光・月光菩薩」、「文殊・普賢菩薩」。其本来名称不詳。由样式稍有差异的3対像组成。東京根津美術館有酷似这六观音像的菩薩像，另说原有8尊像。
- 梵天・帝释天立像、四天王立像（重要文物），均为奈良時代塑像，本来安置于食堂本尊的药师如来像周围。

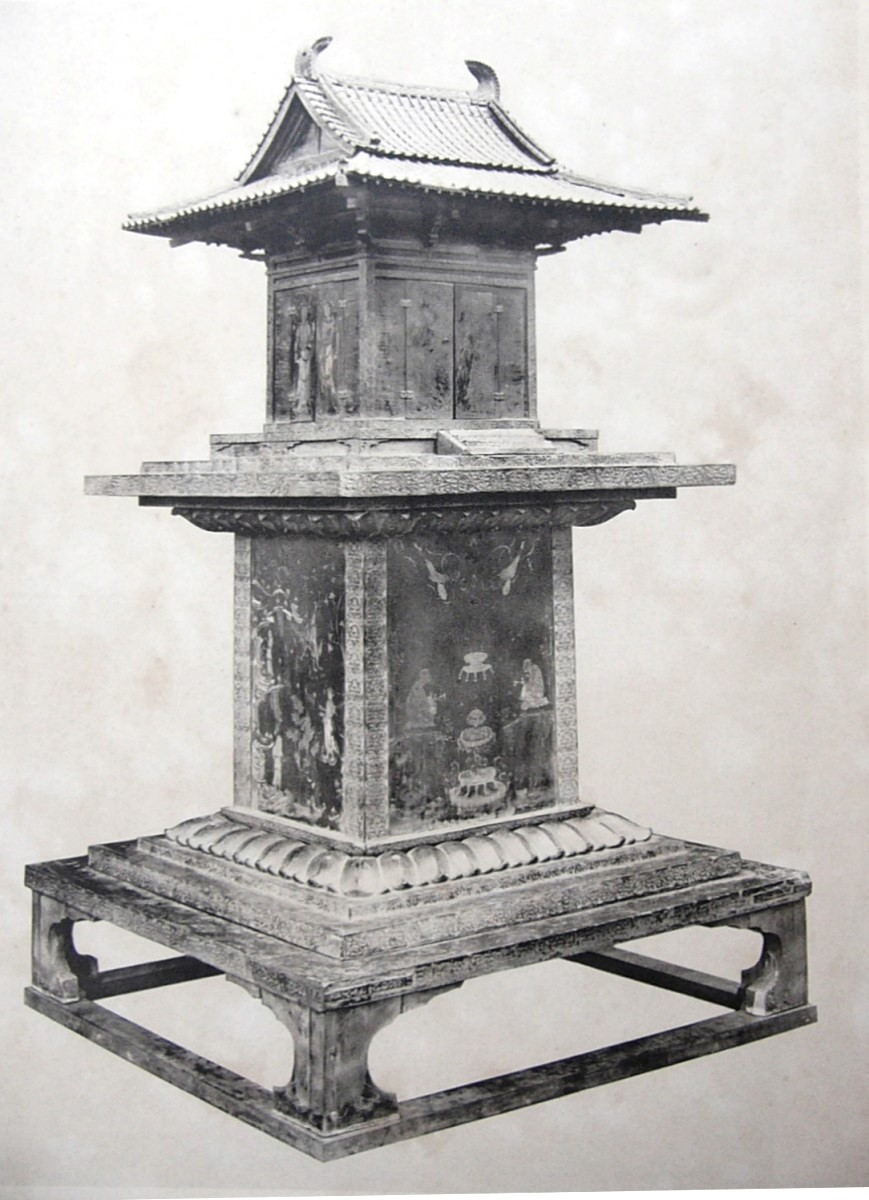
玉蟲櫥子

- 玉虫櫥子（国宝）飛鳥時代。本来是安置于金堂的佛堂形橱柜。样式显示是作于较法隆寺西院伽藍更早的時代，是飛鳥時代的建築、工艺、繪画的重要遺品。透珑镂刻的装饰金属饰件下用真正的吉丁蟲（日语称为玉虫）的背甲装飾布满，由此得名。現在甲虫的背甲仅残存一部分很难想象当初的華麗。廚柜的门和壁面的装飾画也很著名，尤其是释迦牟尼前世「舍身飼虎图」广为人知。
- 橘夫人廚子及阿弥陀三尊像（国宝）奈良時代。曾安置于金堂。廚柜内的阿弥陀三尊像是奈良時代金銅佛像的代表作，蓮池生出的三朵蓮華上安置着三尊像。
- 金堂小壁画（重要文物）1949年金堂火灾之际，因为被搬走而幸免于难，有天人壁画20面。20面中一部分公开展示。

其外还有以下的重要文物佛像。乾漆弥勒菩薩坐像（奈良時代）、銅造观音菩薩立像（3体、飛鳥～奈良時代）、銅造观音菩薩立像（金堂阿弥陀如来旧侧侍佛、奈良時代）、銅造药师如来坐像（奈良時代）、木造圣德太子坐像（7歳像、平安時代）。
另外、佛画、佛具、舞乐面、经典等不定时更换公开展示。
此外由于保存上的理由不常時公開的寺内珍宝有四騎獅子狩文錦（唐代、国宝）、黑漆螺鈿卓（平安時代、国宝）等。

### 大宝藏殿
和大宝藏院不是同一建筑。1939年建設、大宝藏院完成以前在此大宝藏殿中公開了众多文物。現在仅在春秋旅游旺季開館，公開展示大宝藏院没有办法完全展示的其他各种文物。重要文物的佛像有，元安置于金堂的聖观音立像（2体）、普賢延命菩薩坐像、元安置在食堂的千手观音立像、元安置于传法堂的药师如来坐像、释迦如来、阿弥陀如来、阿閦如来坐像、弥勒菩薩坐像、弥勒菩薩半跏像（以上皆为平安～鎌倉時代）

### 其他主要堂宇
上述几处以外法隆寺内还有众多的堂宇及称为“子院”的付属寺院。西圆堂以外的堂内及佛像原則上不对外公開。

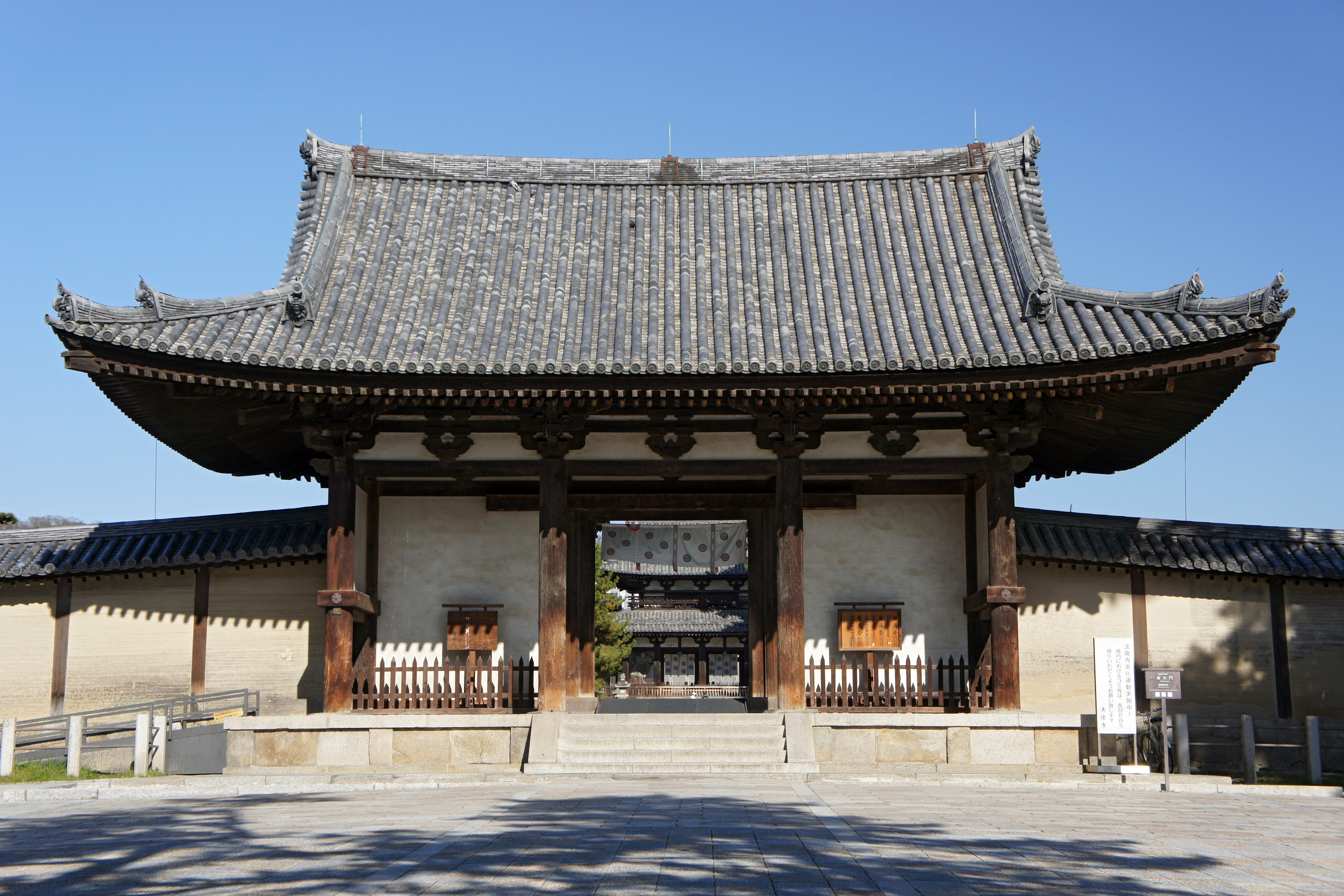
南大門

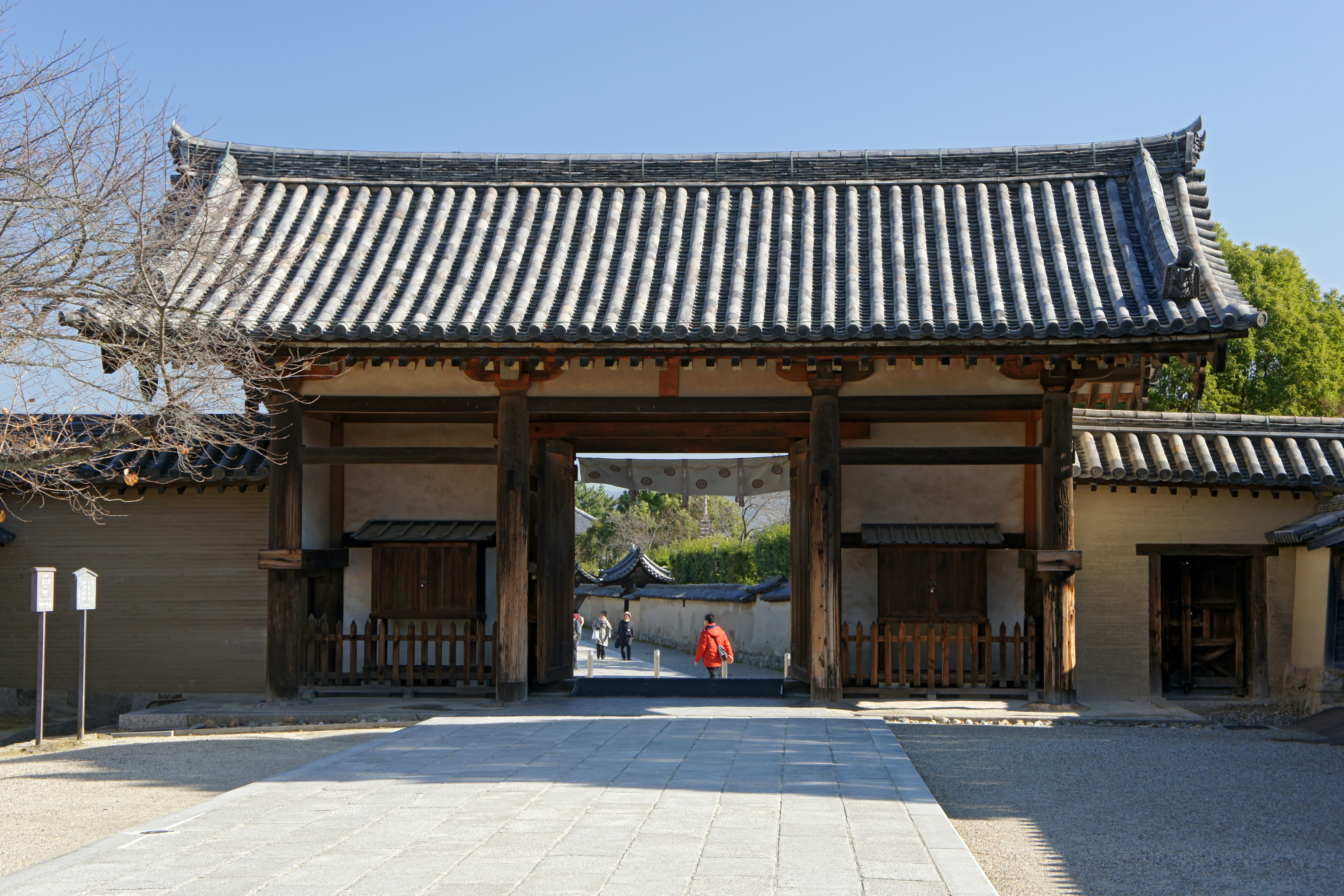
東大門

- 南大門（国宝）西院伽藍南方、境内入口处。单檐歇山顶門。室町時代（1438年）建立。
- 西園院客殿（重要文物）、西園院上土門（重要文物）、西園院唐門（重要文物）西園院是法隆寺本坊（住職的居所）位于南大門进入后左側、筑地墙的内側。另外西院、東院的筑地墙也被指定为重要文物。
- 大湯屋（重要文物）、大湯屋表門（重要文物）位于西園院西方、築地墙内側。
- 新堂（重要文物）接西園院而建的持佛堂。安置药师三尊像、四天王像（均为重要文物）。
- 護摩堂建于南大門进入后右側的子院，接弥勒院。安置有不動明王及二童子像、弘法大師坐像（均为重要文物）。
- 圣灵院（国宝）位于西院伽藍東側，是祭祀圣德太子之处。建立于鎌倉時代。安置有圣德太子及眷属像（平安時代、国宝）、如意輪观音半跏像（重要文物）、地蔵菩薩立像（重要文物）。圣德太子的忌日旧曆2月22日左右（現在是3月22日～24日之间）法隆寺会举行寺内最大的仪式。
- 東室（国宝）紧接聖靈院北而建。後世多有補修改造但基本是奈良時代的建築，作为当時僧坊建築遗迹十分贵重。
- 妻室（平安時代、重要文物）位于東室之東的細長建筑物。
- 三经院及西室（国宝）位于西院伽藍的西側、与圣灵院対称的位置上。鎌倉時代建立。安置着阿弥陀如来坐像持国天・多聞天立像（均为重要文物）。
- 西圆堂（国宝）西院伽藍西北的山丘上建立的八角圆堂。鎌倉時代建立。堂内被本尊藥師如来坐像（国宝）填满，坐像是奈良時代的乾漆像。本尊台座周围有小的十二神将立像（重要文物）、千手观音立像（重要文物）。因为只能在堂外拜观除本尊像以外其他佛像鑑賞困難。
- 药师坊庫裏（重要文物）位于西圆堂的背後。
- 上御堂（重要文物）位于西院伽藍大講堂正后方（北面）。鎌倉時代建立。安置了释迦三尊像（国宝）、四天王立像（重要文物）。通常不开放，仅限毎年11月1日～3日堂内公開。
- 地藏堂（重要文物）位于西圆堂東側石段下。安置了地藏菩薩半跏像（重要文物）。
- 食堂（奈良時代、国宝）及細殿（鎌倉時代、重要文物）位于西院伽藍東方北方向。食堂本尊药师如来坐像（重要文物）是奈良時代塑像但有众多補修。本尊以外佛像都已移往大宝藏院安置。
- 綱封藏（国宝）建于圣灵院東，是奈良時代～平安初期的倉庫。
- 東大門（国宝）位于从西院到東院的路上是奈良時代的八脚門。
- 旧富貴寺羅漢堂（重要文物）西院至東院道路的南側，筑地墙内側不显眼的位置。本是奈良县川西町富貴寺后荒芜被細川護立（侯爵、美術史家）接手保存、其后寄赠法隆寺。残留有平安時代三重塔底层。

### 子院
- 中院本堂（重要文物）位于寺内西端。
- 宝珠院本堂（重要文物）位于寺内西端。堂内安置文殊菩薩騎獅像（重要文物）。
- 律学院本堂（重要文物）位于西院到東院道路的北側。
- 宗源寺四脚門（重要文物）位于西院到東院道路的北側。
- 福園院本堂（重要文物位于西院到東院道路的南側。
- 北室院本堂、北室院太子殿、北室院表門（均为重要文物）位于東院伽藍北方。本堂安置阿弥陀三尊像（重要文物）。

## 法隆寺七大不可思议
法隆寺的七大不可思議主要可归纳为以下七条，但是寺院没有具体正確的記録、七大不可思议这样的说法开始于江戶時代。
- 法隆寺伽藍内蜘蛛不结网，鸟雀不拉粪。

实际上伽藍内不可能完全没有蛛网鸟粪。这有可能是院内僧众希望法隆寺保持清静的良好愿望的一种表现。
- 南大門前有一块称为鯛石的大石

南大門阶梯下的地面埋有魚形的大石。据说不管下多大的雨，雨水也不会漫过石头，可能含有希望魚（或者水）只到此处打止之意。
- 五重塔上的九輪插有四把鎌刀

一说鎌刀是为了封住圣德太子怨灵而设，还有一种说法是祈求防止雷击。这可能受到中国古来五行说影响、五行中雷属「木」，鎌刀属「金」。金克木，所以用镰刀镇雷。此外还传说如果看到镰刀向上为丰年，向下为荒年。
- 法隆寺中有三个伏藏

伏藏就是地下的仓库，这是法隆寺破損時，为再建而暂时存放財宝的地方。分别位于金堂東北角、经藏内、回廊南西角，被石盖覆盖。
- 因可池内青蛙都是独眼

位于连接西院伽藍与東院伽藍的石板路的附近的因可池，在古代曾建有圣德太子居住的斑鳩宮。据传圣德太子在学习的时候因为蛙声太吵而用毛笔点了青蛙的眼睛一下，从此此池中的青蛙都只有一只眼睛了。
- 夢殿的礼盤（僧人用座台）背面出汗

夢殿救世观音像前的礼盤。毎年2月将这个礼盤暴晒，根据蒸发出的水汽多少预测一年的粮食收成（日语称做‘夢殿のお水取り’）。
- 地面没有排水口

实際排水口是有的，这一说法估计是为了表现法隆寺排水好地盤好。

## 法隆寺献納宝物
明治維新以後的“废佛毁释”，使法隆寺遭到日本民众的破坏。此外，失去了幕政時代的政府庇護后，日本全国的佛教寺院面临严重的財政困难。众多寺院堂塔老朽，甚至到了要用铁棒支撑不堪重负的屋檐落下的惨境。當時，如现在将古代寺院当作文化遗产的观念还没有形成，法隆寺等众多寺院因难以维持，多被迫将老朽的伽藍堂宇放弃或卖出。
法隆寺在1878年（明治11年）将貴重的寺宝300多件献给日本皇室，获得一万日元的赏赐。由于皇室的援助，7世紀以来的伽藍堂宇得以維持。献给皇室的宝物曾保管于正仓院，1882年（明治15年）被转移到帝室博物館的「法隆寺献納御物」作为皇室所藏品收藏。二战后，日本宮内省所管辖的東京帝室博物館变为国立博物館，除去归还法隆寺的四件及宮中留下的十件宝物，全部转交国立博物館收藏。此後，宮中残留宝物的一部分让给了国家，約320件的宝物目前在东京国立博物馆法隆寺宝物館内保存着。有名的『圣德太子及二王子像』及『法华经义疏』等仍为皇室私有御物。

## 法隆寺的影响

### 在日本佛教中的地位
法隆寺是圣德太子創建的南都七大寺中的一寺，是佛教传入日本时修建的最早的一批寺院之一，成为其后日本佛教兴盛的基础。据传比同为圣德太子所创建的大阪四天王寺的建成要晚约20年（具体已无从考察），但是作为一处日本现存年代最为久远的古刹，法隆寺在日本佛教寺院中拥有极其特殊与崇高的地位，堪与奈良东大寺齐名，是众多日本佛教徒的朝圣之地。
法隆寺的正式名称是法隆学門寺，正如这一正式名称所述，是一处佛教教学的道場。法隆寺宗派在中世称为「三经宗」或「太子宗」。在此以前主要研究的是法相、律、三論等学派。特别是到了鎌倉時代，聖德太子撰述的勝鬘经、維摩经、法華经得注释書「三经義疏」备受推崇、合「三论宗」、「法相宗」、「真言宗」、「律宗」成为四宗兼学之寺。明治五年，太政官布告建议「真言宗」、「淨土宗」等大宗派統合，結果法隆寺一度被「真言宗」所轄，法隆寺与興福寺传統上成为共通信仰「法相宗」的寺庙。现在法隆寺宗派上現在是聖德宗本山，但是1951年（昭和26年）之前，法隆寺是与兴福寺、药师寺、清水寺（清水寺在这一年也脱离法相宗自立北法相宗）同属法相宗的寺院，从此法隆寺脱离了长期有藤原一门为后盾的兴福寺的支配。作为圣德宗独立以後，作为法隆寺下属分寺的有中宫寺、法輪寺、法起寺等合计二十九寺。

### 法隆寺的美学影响
法隆寺在伽藍配置上，可以称得上创造出了日本独自的新的美学意識。
比法隆寺更古的伽藍配置样式有飞鸟寺遗迹、四天王寺等，拿飛鳥寺来说，从中門进入后塔配置在中心位置，周围有三金堂环绕，四天王寺的塔与金堂在寺院的纵轴上呈左右对称的配置。上記二寺与百济，高句麗发现的寺院遗迹配置极为相近，称不上日本的独特创意，但是法隆寺将塔与金堂在寺院横軸上配置成左右非对称形态，不但是在日本开先河，而且现在已经定型为一种日本独创的法隆寺式伽藍配置，至今对日本寺院配置产生顯着影响。
法隆寺金堂以及回廊立柱造型系梭柱，即上下卷杀造（柱子中间鼓起上下逐渐变细），此式梭柱系源自古希腊、古埃及，在南北朝时期传入中国，成为中国南北朝时期的柱形，如义慈惠石柱、河南嵩岳寺塔、山西大同云冈石窟等皆可见，法隆寺梭柱系受中原、百济地区建筑影响所致。

## 与法隆寺相关的著名人物

### 圣德太子
601年（推古9年），聖德太子营造斑鳩宮，在政治基調上采用佛教，为日本的文化进步与佛教的兴隆做出了贡献。聖德太子与推古天皇在607年（推古15）完成用明天皇建寺造像的遗志。621年（推古29年）間人皇后死去，次年（推古30年）圣德太子也病倒，为太子看护的妃子膳夫人也卧床不起。此时，其他的太子妃以及山背大兄皇子等皇子、諸臣为圣德太子造等身释迦像祈福，但是膳夫人、聖德太子相继薨去。643年（皇極2年），蘇我入鹿攻山背大兄皇子一族，皇子一行在斑鳩寺自杀，聖德太子一族滅亡。
圣德太子对法隆寺影响至今，现在法隆寺作为圣德宗本山，立聖德太子为開宗祖师，将圣德太子撰述的《三经义疏》奉为聖典，遵从圣德太子「以和為貴」的思想。

## 指定文化財

### 国宝

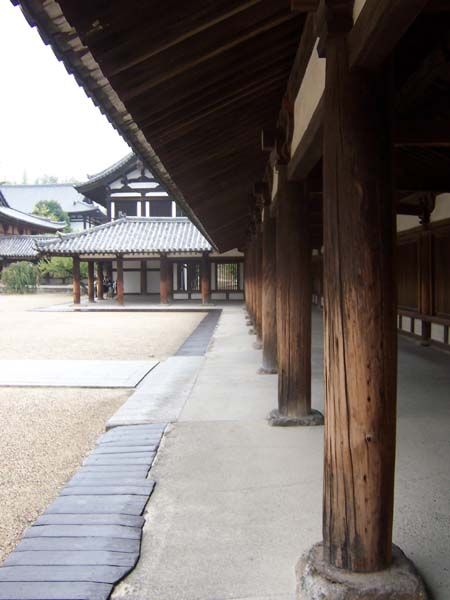
回廊柱呈现出兩头尖中间鼓的形态，類似福州華林寺大殿使用的梭柱造

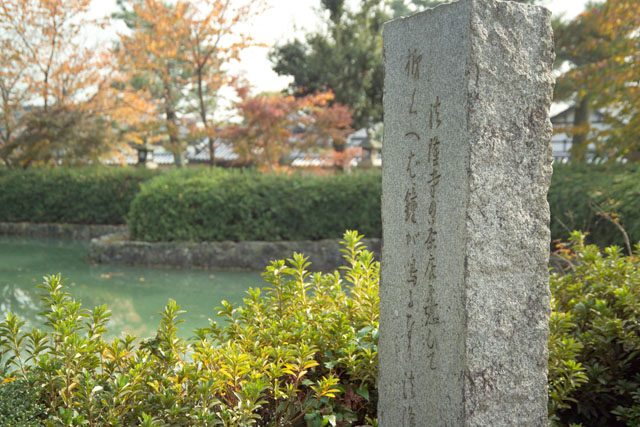
「柿くへば，鐘が鳴るなり，法隆寺」正冈子规关于法隆寺的俳句

（建造物）
| 名称         | 场所 | 年代                 | 特点 |
| 金堂         | 西院 | 白鳳時代             | 位于西院伽藍的中心拥有梭柱，皿斗・雲形肘木，人字形割束等白鳳前期建筑的诸多典型特征、金堂、入母屋造、带有二重裳階，塔初層带有裳階，高32.5米 |
| 五重塔       | 西院 | 白鳳時代             | 位于西院伽藍的中心拥有梭柱，皿斗・雲形肘木，人字形割束等白鳳前期建筑的诸多典型特征、金堂、入母屋造、带有二重裳階，塔初層带有裳階，高32.5米 |
| 中門         | 西院 | 白鳳時代             | 位于西院伽藍的中心拥有梭柱，皿斗・雲形肘木，人字形割束等白鳳前期建筑的诸多典型特征、金堂、入母屋造、带有二重裳階，塔初層带有裳階，高32.5米 |
| 西回廊       | 西院 | 白鳳時代             | 位于西院伽藍的中心拥有梭柱，皿斗・雲形肘木，人字形割束等白鳳前期建筑的诸多典型特征、金堂、入母屋造、带有二重裳階，塔初層带有裳階，高32.5米 |
| 鐘楼         | 西院 | 藤原時代             | 桁行三間梁間二間、楼造、切妻造、本瓦葺、与講堂回廊独立、鐘楼和講堂曾遭遇火灾                                                               |
| 经藏         | 西院 | 藤原時代             | 桁行三間梁間二間、楼造、切妻造、本瓦葺、与講堂回廊独立、鐘楼和講堂曾遭遇火灾                                                               |
| 大講堂       | 西院 | 平安時代             | 創建時位于回廊之外、990年京都普明寺转移而来                                                                                                |
| 食堂         | 西院 | 天平時代             | 属于政所含細殿 |
| 南大門       | 西院 | 1028年創建1439年再建 | 3間1戶八脚門 |
| 西圆堂       | 西院 | 鎌倉時代             | 八角堂、鎌倉時代被颱風刮倒後再建，入妻造                                                                                                   |
| 東室         | 西院 | 不詳                 | 僧人物品放置用 桁行十二間，梁間四間，楼造，切妻造，本瓦葺                                                                                  |
| 綱封藏       | 西院 | 天平時代             | 政所一隅桁、行九間，梁間三間，高床、寄棟造，本瓦葺                                                                                         |
| 圣灵院       | 西院 | 鎌倉時代             | 密教寺院形式 |
| 三经院及西室 | 西院 | 鎌倉時代             | 太子法華・勝鬘・維摩三经講義之所 桁行7間，梁間4間，入母屋造・桁行12間，梁間4間，切妻造，本瓦葺                                             |
| 夢殿         | 東院 | 鎌倉時代             | 八角堂、鎌倉時代经过大改造、屋根宝珠、風鐸独具特色                                                                                         |
| 传法堂       | 東院 | 天平時代             | 残存東院講堂、東院創建当時模样 |
| 鐘楼         | 東院 | 鎌倉時代             | 桁行3間，梁2間，袴腰付、入母屋造，本瓦葺                                                                                                   |
| 東回廊       | 東院 | 飛鳥時代             | 桁行42間，梁間1間，本瓦葺 |
| 東大門       | 東院 | 天平時代             | 八脚門，3間1戶，切妻3棟造，本瓦葺 |

（美術工艺品）
| 名称                                             | 场所     | 年代     | 特点                                                                                |
| 銅造释迦如来及兩脇侍像                           | 金堂     | 飛鳥時代 | 銅像鍍金中尊，像高86.4 cm，左尊像高90.7 cm，右尊像高92.4 cm，止利佛師作             |
| 銅造药師如来坐像                                 | 金堂     | 飛鳥時代 | 銅像鍍金，像高209.4 cm，受中国南北朝時代影響，止利佛師作                            |
| 木造四天王立像                                   | 金堂     | 飛鳥時代 | 木造彩色，像高133.3 cm，134.8 cm，山口大口費作                                      |
| 地藏菩薩立像                                     | 金堂     | 平安時代 | 木造彩色，像高173.0 cm，由大神神社移設而来                                          |
| 毘沙門天立像                                     | 金堂     | 藤原時代 | 木造彩色，像高123.2 cm                                                              |
| 吉祥天立像                                       | 金堂     | 藤原時代 | 木造彩色，像高116.7 cm                                                              |
| 药師如来及兩脇侍坐像                             | 大講堂   | 藤原時代 | 木造漆箔，中尊像高247.2 cm，脇持像高172.1 cm                                        |
| 观音菩薩立像（救世观音）                         | 夢殿     | 天平時代 | 木造箔押，像高178.8 cm，天衣曲度大，4月11日-5月5日・10月22日-11月3日对外开放        |
| 行信僧都坐像                                     | 夢殿     | 天平時代 | 脱活乾漆造彩色，像高89.7 cm，東院伽藍建立功臣                                       |
| 道詮律师坐像                                     | 夢殿     | 天平時代 | 塑像彩色，像高89.7 cm，東院伽藍復興功臣                                             |
| 观音菩薩立像（夢違观音）                         | 大宝藏院 | 白鳳時代 | 銅像鍍金，像高87.0 cm，三面宝冠                                                     |
| 观音菩薩立像（百濟观音）                         | 大宝藏院 | 天平時代 | 木造彩色，像高209.4 cm，受中国南北朝時代影響                                        |
| 聖德太子・山背王・殖栗王・卒末吕王・慧慈法師坐像 | 圣灵院   | 藤原時代 | 木造彩色，像高52.0～83.2 cm 描绘了圣德太子胜鬘经讲义之像， 3月22‐24日对外开放       |
| 阿弥陀如来及兩脇侍像                             | 大宝藏院 | 天平時代 | 銅像鍍金，中尊像高33.3 cm，脇侍像高27.0 cm，橘夫人念持佛                            |
| 释迦如来及兩脇侍坐像                             | 上御堂   | 藤原時代 | 木造漆箔，中尊像高227.9 cm，左尊像高155.7 cm，右尊像高153.9 cm，11月1‐3日对外开放   |
| 药師如来坐像                                     | 西圆堂   | 天平時代 | 脱活乾漆造，漆箔，像高246.3 cm                                                      |
| 观音菩薩立像（九面观音）                         | 大宝藏院 | 唐代     | 木造素地，像高37.6 cm，白檀像，与金剛峰寺的諸尊佛龕都是海外传来的檀像雕刻之代表作。 |
| 玉虫櫥子                                         | 大宝藏院 | 白鳳時代 | 木造黑漆，玉虫翅装，高233.0 cm，绘有本生譚，錣葺                                    |
| 橘夫人廚子                                       | 大宝藏院 | 天平時代 | 木造黑漆彩色，高233.3 cm，宮殿95.7，47.7：35.2 cm                                   |
| 黑漆螺鈿卓                                       | 大宝藏院 | 天平時代 | 木造高95.5，133.9：54.5 cm，面5角形，魚子地相華門之金具                             |
| 塔本四面具                                       | 五重塔   | 天平時代 | 塑像彩色漆箔17.1～98.0 cm（東）維摩詰像（南）弥勒淨土（西）分舍利（北）涅槃像       |

### 重要文化財
- （建造物）

| - 西院大垣 - 西院西南隅子院築地 - 西院東南隅子院築地 - 西園院唐門 - 西園院上土門 - 西園院客殿 - 新堂 - 大湯屋 - 大湯屋表門 - 中院本堂 - 宝珠院本堂 - 藥師坊庫裏 - 地藏堂 - 上御堂 - 細殿 | - 妻室 - 律学院本堂 - 福園院本堂 - 旧富貴寺羅漢堂 - 宗源寺四脚門 - 東院四脚門 - 東院南門 - 東院回廊 - 東院礼堂 - 東院毁殿及舍利殿 - 東院大垣 - 北室院本堂 - 北室院太子殿 - 北室院表門 |

（绘画）
| - 金堂外陣旧壁画 12面 - 金堂内陣旧壁画 20面 - 五重塔初層旧壁画 18面 - 絹本著色五尊像 - 絹本著色孔雀明王像 - 絹本著色十六羅漢像 八曲屏 - 絹本著色星曼荼羅图 - 絹本著色聖皇曼荼羅图 堯尊筆 - 絹本著色聖德太子像 | - 絹本著色毘沙門天像 - 絹本著色蓮池图（旧舍利殿須弥壇後壁貼付） 二曲屏風 - 紙本著色扇面古写经 - 絹本著色星曼荼羅图（2004年重文指定） - 絹本著色法華曼荼羅图（2004年重文指定） |

（雕刻）

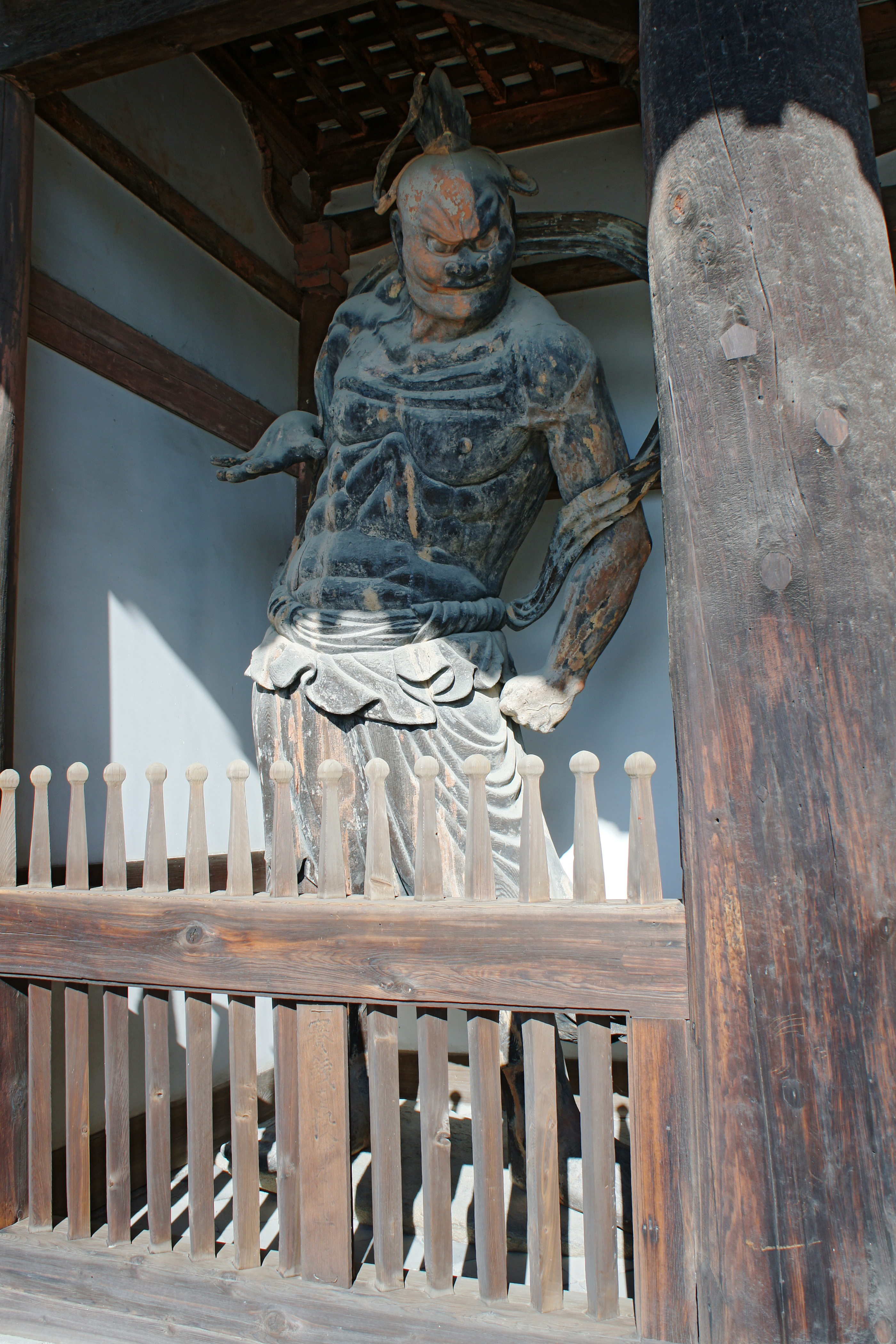
金剛力士立像・吽形中門安置

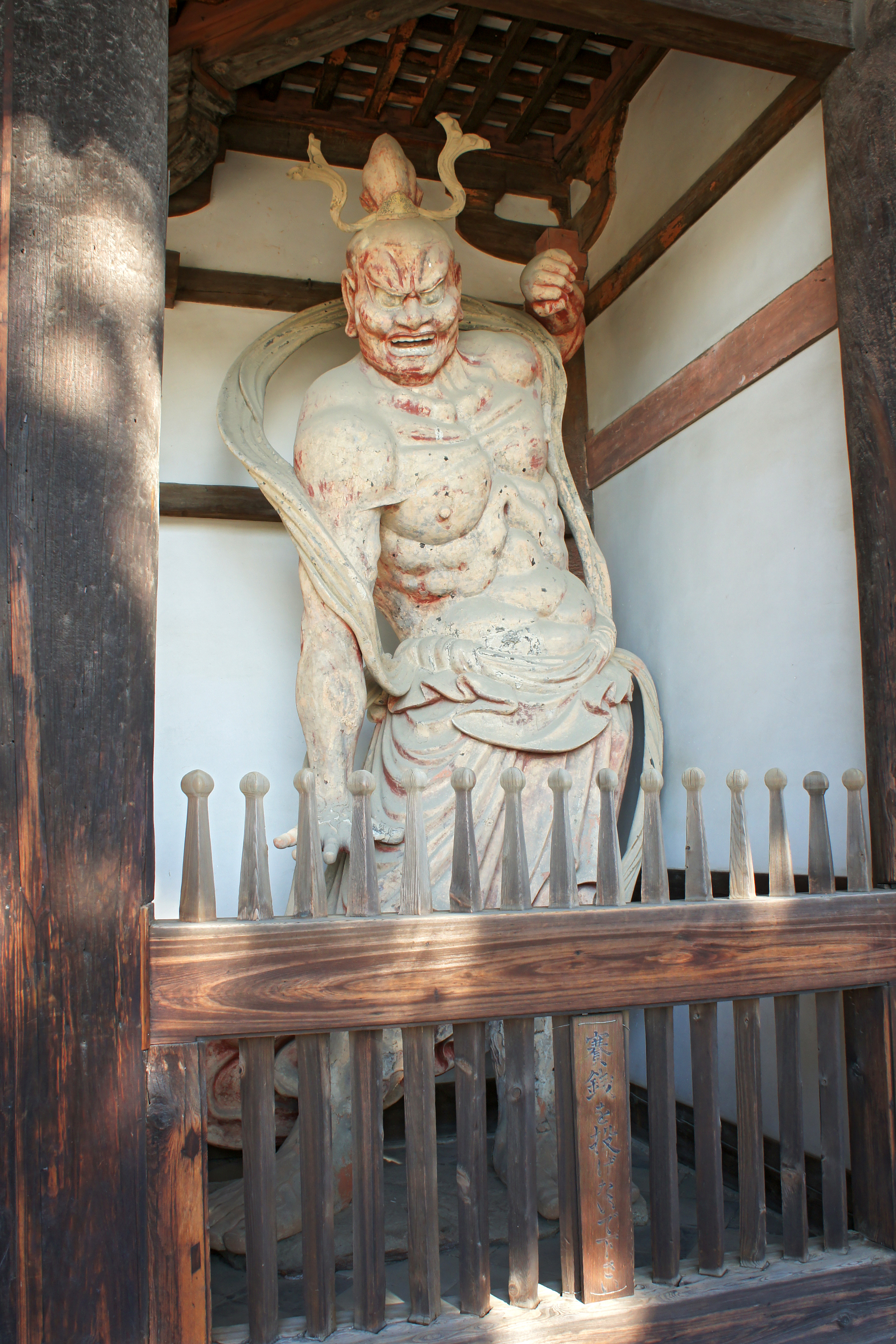
金剛力士立像・阿形中門安置

由于指定件数较多按照安置場所加以了区分。同名文物按照像高、文物指定年度注記。
- （中門安置）塑造金剛力士立像（吽形躰部木造）
- （金堂安置）金銅阿弥陀三尊像（康勝作）[2]　塑造吉祥天立像
- （经藏安置）木造传观勒僧正坐像
- （大講堂安置）木造四天王立像
- （聖靈院安置）木造地藏菩薩立像　木造如意輪观音坐像
- （三经院安置）木造阿弥陀如来坐像　木造持国天・増長天立像
- （西圆堂安置）木造十二神将立像[3]　木造千手观音立像
- （地藏堂安置）木造地藏菩薩半跏像
- （上御堂安置）木造四天王立像
- （食堂安置）塑造藥師如来坐像
- （新堂安置）木造藥師如来兩脇士像　木造四天王立像
- （護摩堂安置）木造不動明王及二童子立像　木造弘法大師坐像
- （宝珠院本堂安置）木造文殊菩薩騎獅像（宝珠院所有）
- （夢殿安置）木造聖観音立像　木造聖德太子立像
- （传法堂安置）乾漆阿弥陀如来及兩脇侍像（1909年重文指定、中間本尊）　乾漆阿弥陀如来及兩脇侍像（1902年重文指定、西間本尊）　木心乾漆阿弥陀如来及兩脇侍像（東間本尊）[4]　木造梵天・帝释天立像木造四天王立像　木造藥師如来坐像　木造释迦如来坐像　木造弥勒佛坐像　木造阿弥陀如来坐像
- （北室院本堂安置）木造阿弥陀如来及兩脇侍像（北室院所有）
- （大宝葬院所在）　金銅藥師如来坐像（传西圆堂藥師如来胎内佛）木心乾漆弥勒菩薩坐像　木造文殊普賢菩薩立像（传六观音之内）　木造日光月光菩薩立像（伝六観音之内）　金銅観音菩薩立像[5]　金銅观音菩薩立像3躯[6]　塑造梵天・帝释天立像　塑造四天王立像　廚子入木造聖德太子坐像圆快作　廚子入銅板押出阿弥陀三尊及僧形像・銅板押出如来及兩脇侍立像（板扉貼付）・銅板舟形後屏（銅板押出天蓋付）　磚製阿弥陀如来及脇侍像　木造伎乐面1面　木造舞乐面35面  木造行道面（聖靈会所用）10面　木造菩薩面3面
- （大宝蔵殿所在）　木造千手观音立像　木造弥勒菩薩坐像　木造弥勒菩薩半跏像　木造藥師如来坐像　木造释迦如来坐像  木造阿閦如来坐像　木造阿弥陀如来坐像（像高92cm、1906年重文指定）　木造阿弥陀如来坐像（像高34cm、1906年重文指定）　木造聖观音立像（像高165cm、1897年重文指定）　木造聖观音立像（像高182cm、1909年重文指定）　木造普賢延命坐像　　木造天鼓音如来坐像  木造观音勢至菩薩立像　木造如意輪观音坐像　木造善女龙王立像　金銅釈迦如来文殊菩薩像一座（戊子年銘）　銅造観音菩薩立像（传・金堂藥師如来脇侍）2躯　木造光背　金銅僧德总等造像記（甲午年銘）  木造追儺面3面
- （其他）　木造阿弥陀如来坐像（東京国立博物館寄託、1909年重文指定）　金銅释迦如来立像（1910年被盗）

（工艺品）
| - 銅水瓶 - 銅壺（香水壺） - 金銅鉢 3口 - 金銅装唐組垂飾残闕 - 無文磬 銘東院 - 金銅雲形磬 - 金銅火舍 - 金銅花瓶 - 金銅法具類 一具 - 鋳銅六器 盞一口欠缺 12口 - 銅錫杖 - 銅錫杖（輪頂五輪塔） | - 銅錫杖（輪頂宝瓶） - 銅鐘（西院鐘楼） - 銅鐘（東院鐘楼） - 木造天盖（金堂）3箇 - 鼉太鼓 一对 - 木造鉦鼓台 附舞台 3基 - 黑漆華形大壇 - 黑漆布薩手洗2口・黑漆布薩花器1口・銅水瓶3口 - 黑漆六角廚子 - 石燈籠（西院伽藍内所在） - 蜀江錦 3面 |

（書跡典籍、古文書、歴史資料）
| - 《大慈恩寺三藏法師传》 卷第一、第七、第九 - 《大方广佛華严经》 卷第四十二 - 附法传 残卷（敦煌出土） - 《弥勒上生经疏》 上卷 - 《大唐西域記》（卷第二、十二欠） - 《大般若经》 写经四百七十卷 版经百三十卷 - 《版本成唯識論述記》（卷第十末写本） - 《崇俊塔銘》 - 《惠沼神塔碑》 李邕撰 | - 七大寺巡礼私記 残卷 - 法隆寺一切经 890卷 - 法隆寺緣起白拍子 - 法隆寺文書 1卷 - 法隆寺領播磨国鵤庄繪图 嘉曆四年卯月日 - 木造百万塔（百万小塔100基 十万節塔1基 一万節塔1基） - 十七条憲法板木 - 調布 - 法隆寺枡 2口 |